# Гайнц Лінге
Гайнц Лінге (нім. Heinz Linge; 23 березня 1913, Бремен — 9 березня 1980, Гамбург) — оберштурмбаннфюрер СС, головний камердинер Адольфа Гітлера.

## Біографія
До вступу в СС в 1933 році працював муляром і був обраний Йозефом Дітріхом на посаду охоронця Адольфа Гітлера.
Лінге служив камердинером в рейхсканцелярії в Берліні й «Вовчому лігві» в Растенбурзі. Він заявив, що о 11:00 він стукав у двері Гітлеру: «Доброго ранку, мій фюрер. Вже пора!». Потім він йому приносив сніданок у ліжко, окуляри та необхідні для письмової роботи предмети. На сніданок Гітлер пив чай, їв печиво та яблука. О 14:30 був вегетаріанський обід. О 20:00 була вечеря з кількома гостями.
У 1945 році переїхав до рейхсканцелярії. Лінге став одним зі свідків останніх днів життя Адольфа Гітлера. У своїх мемуарах він писав, що о 15:13 мало відбутися самогубство Єви Браун і Гітлера. Після самогубства йому наказзали завернути тіла в ковдру, винести їх в сад і кремувати. Він також вказав, що Гітлер провів свою останню ніч з Євою в безсонні й лежачи одягненим на ліжку. В 1974 році Гайнц докладно розповів для документального фільму про останні хвилини життя Гітлера: «Гітлер попрощався з кожним зі своїх слуг і підлеглих. Потім він разом з Євою Браун зайшов до свого кабінету. Незабаром з кабінету пролунав хлопок. Зайшовши в кімнату, я виявив два мертвих тіла. Далі я загорнув трупи в ковдру, виніс їх в сад і кремував».
Лінге був узятий в полон Червоною армією. Він був допитаний про обставини смерті Гітлера. Співробітники СМЕРШу вимагали від нього зізнатися куди зник Гітлер. У 1950 році був засуджений до 25 років тюремного ув'язнення. Був звільнений в 1955 році. 
Помер в Гамбурзі 9 березня 1980 року. Його мемуари «Bis zum Untergang. Als Chef des persönlichen Dienstes bei Hitler»(«До кінця. Розповідь шефа персонального обслуговування про роботу з Гітлером») німецькою мовою були опубліковані в 2000 році, а англійською («With Hitler to the End»(«З Гітлером до кінця»)) були опубліковані Роджером Мургаусом в липні 2009 року.